# 瑪琳·艾珂曼
瑪琳·瑪麗亞·艾珂曼（瑞典語：Malin Maria Åkerman，瑞典語發音：[ˈmɑːlɪn ˈoːkər.ˈman]，1978年5月12日—），瑞典-美国女演員、模特兒和歌手。她起初於幾部加拿大作品中露面。2000年初，出演較著名的有《The Utopian Society》（2003年）和《豬頭漢堡包》（2004年）。後來在電視劇《歸來記》（2005年）中擔任配角。她首次擔任主要角色的電影有《七日之癢》（2007年）和《27件禮服的祕密》（2008年）。
艾珂曼於2009年電影《守護者》中飾演靈絲二代，為此她被提名土星獎的最佳女配角。同年，又參與了《愛情限時簽》和《伴侶度假村》兩部片的演出。2010年，她成為了喜劇《兒童醫院》的主要演員之一。2012年，她參與了西蒙威斯特導演，尼可拉斯凱吉主演的《盜數計時》。而後，她也於ABC的電視劇《花瓶妻》（2013年至2014年）中擔任主演。

## 外部連結
- 官方网站
- Malin Åkerman在互联网电影资料库（IMDb）上的資料（英文）
- 瑪琳·艾珂曼的X（前Twitter）